# Domingo Valderrama y Centeno
Domingo Valderrama y Centeno (falecido em 1615) foi um prelado católico romano que serviu como arcebispo de La Paz (1608–1615) e arcebispo de Santo Domingo (1606–1608).

## Biografia
Domingo Valderrama y Centeno foi ordenado sacerdote na Ordem dos Pregadores. A 25 de setembro de 1606, foi escolhido pelo Rei da Espanha e confirmado pelo Papa Paulo V como Arcebispo de São Domingos. Em 1607, foi consagrado bispo. No dia 28 de maio de 1608, foi nomeado pelo Papa Paulo V como Arcebispo (título pessoal) de La Paz, onde serviu até à sua morte em 1615.